# Trilogia Qatsi
Trilogia Qatsi este numele informal dat unei serii de trei filme în regia lui Godfrey Reggio, produse, printre alții, de Francis Ford Coppola și Steven Soderbergh și a căror muzică a fost compusă de Philip Glass.
- Koyaanisqatsi: Viața fără echilibru (1982)
- Powaqqatsi: Viața în transformare (1988)
- Naqoyqatsi: Viața în război (2002)

Titlurile celor filme sunt formate din cuvinte ale tribului nativ american Hopi și au în comun cuvântul Qatsi, care înseamnă "viață."

## Legături externe
- Koyaanisqatsi.org: the official Qatsi trilogy page

Format:Trilogia Qatsi